# Dog Island (Southland)
Dog Island ist eine kleine Insel in der Region Southland vor der Südküste der Südinsel Neuseelands. Sie liegt in der Foveauxstraße, etwa 3 km südöstlich von Bluff.
Auf der Insel befindet sich der beim Department of Conservation als Baudenkmal der Kategorie 1 registrierte Leuchtturm Dog Island Lighthouse, mit einer Höhe von 36 m der höchste Leuchtturm Neuseelands, und ein Flugzeuglandestreifen.